# Environnement en Norvège
L'environnement en Norvège est l'environnement (ensemble des éléments - biotiques ou abiotiques - qui entourent un individu ou une espèce et dont certains contribuent directement à subvenir à ses besoins) du pays Norvège. Le pays présente des habitats écologiques diversifiés, où la forêt et le littoral tiennent une place importante.
Si la Norvège, comme le Danemark, la Finlande et l’Islande bénéficient d’une image écologique très positive à l’étranger, notamment en France, et si la part de la consommation finale d’énergie provenant de sources vertes y est supérieure à la moyenne européenne (48 % en Norvège), la Norvège est également le plus gros producteur d’hydrocarbures d’Europe de l’Ouest, étant ainsi un des pays les plus polluants lorsque la pollution exportée est prise en compte. 
Le secteur de la pêche est extrêmement développé, ainsi que l'élevage intensif de poissons.
La production de déchets électroniques, le gaspillage alimentaire et le gaspillage d'eau sont également importants. La Norvège est l'un des pays dont la consommation dépasse le plus les capacités de la planète. 

## La biodiversité en Norvège

### Milieux, faune et flore

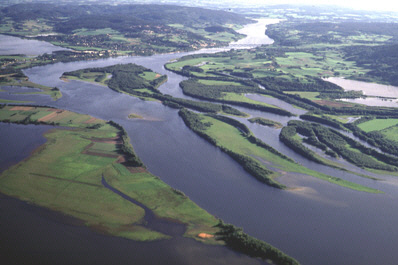
Delta de Fetsund où le Glomma débouche dans le lac Øyeren ou Oyern

L’écart de latitude ainsi que la diversité des reliefs et des climats (avec 21 000 km de côtes) a favorisé l’apparition de nombreux habitats. La Norvège est marquée par de hauts plateaux et des montagnes séparées par des vallées fertiles. Les plaines sont petites et dispersées. La côte est profondément découpée et forme de nombreux fjords. Le Glomma est le fleuve principal de Norvège.
La forêt tient une place importante dans l'occupation des sols. En Norvège la forêt est surtout constituée d'épicéas (44 %), de pins (31 %), de feuillus (25 %). Ceux-ci ont désormais tendance à augmenter par rapport aux résineux. Dans les années 1960, on a planté chaque année près de 100 millions d'épicéas en Norvège.
Ce ne sont pas moins de 60 000 espèces différentes qui cohabitent en Norvège et dans les eaux qui la bordent, dont de nombreux insectes et champignons. Environ 40 000 de ces espèces sont répertoriées. 
Sur la Liste rouge de l'UICN pour 2006 figurent 3 886 espèces, dont 430 champignons, 90 oiseaux et 25 mammifères. 1 988 espèces sont classées comme en danger de disparition, et 285 comme en danger critique d’extinction, dont le loup gris et le renard arctique. En 2016, alors que la population de loups est estimée entre 65 et 68 bêtes, des commissions locales autorisent la chasse de 47 loups, menaçant ainsi cette espèce d'extinction au niveau national.

### Espaces protégés

Parcs nationaux de Norvège (hors Svalbard)

Les parcs nationaux de Norvège sont au nombre de 41, dont 7 dans l'archipel du Svalbard. Si les deux premiers parcs nationaux furent créés en 1962 et 1963, ce n'est qu'en 1989 que 15 parcs supplémentaires furent créés. Une « deuxième génération » de parcs nationaux fut établie à partir de 2001, certains parcs déjà existants voyant également leur superficie augmenter. La plupart sont ouverts à la randonnée, au ski et au camping mais ont un nombre limité de refuges. 
Au-delà des parcs nationaux, le gouvernement norvégien a décidé la mise en protection de nombreux sites : 153 au total, couvrant 14 071 km2. Parmi eux, 1 701 réserves naturelles couvrant 3 418 km2, 102 « mémoriaux naturels » et 98 zones protégées de plus petites tailles.

## Impacts sur les milieux naturels

### Activités humaines

#### Pêche

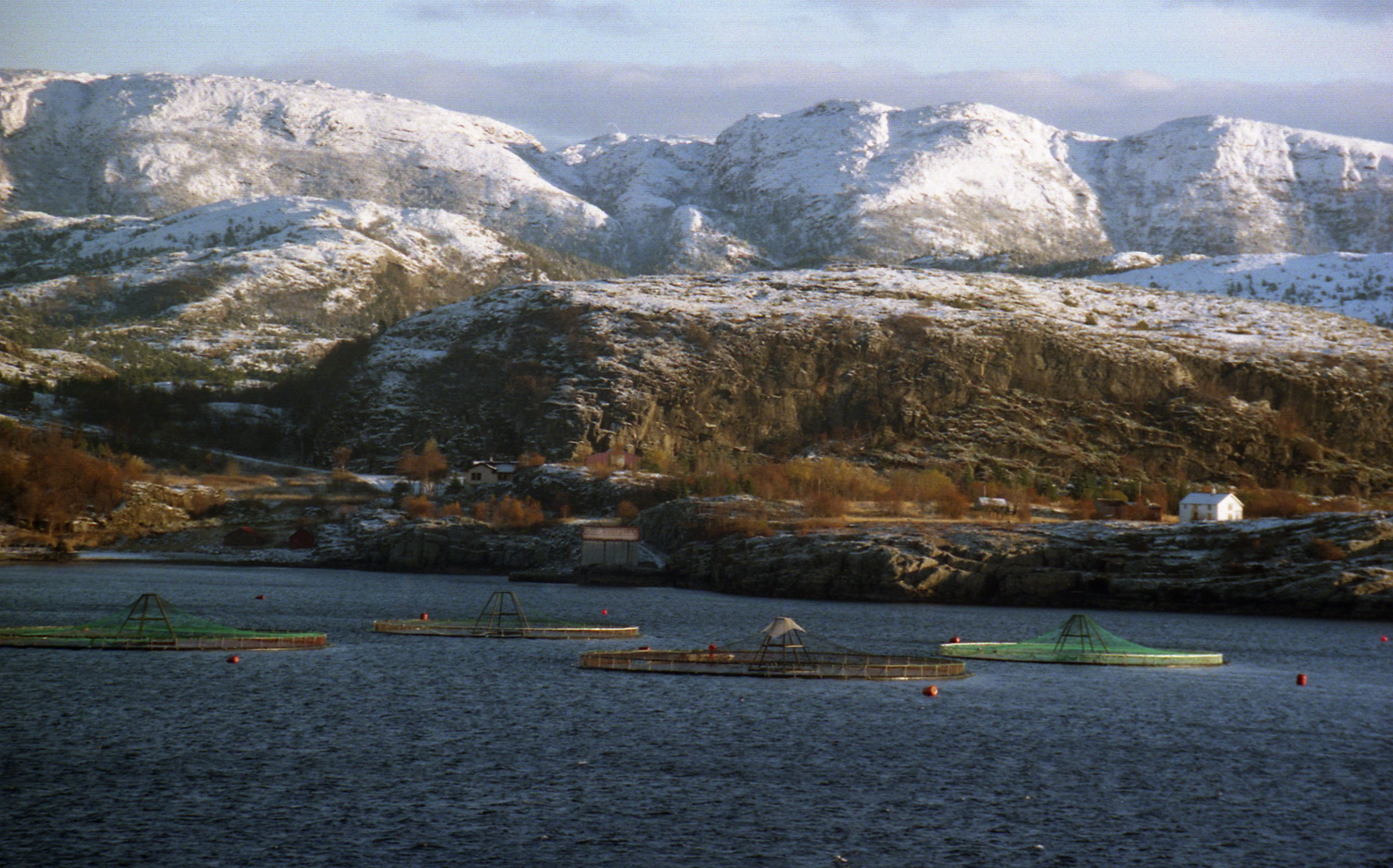
Salmoniculture marine en cage, près de Trondheim et Rørvik. Une grande partie des saumons consommés en Europe viennent de Norvège.

Le pays compte plus de 500 entreprises exportatrices de poissons. Il est le deuxième exportateur mondial de poissons après la Chine en 2012, et le sixième producteur en 2015. En 2008, l'industrie halieutique norvégienne a produit 3 274 572 tonnes de poissons et autres produits de la mer, dont une petite partie, 843 730 tonnes, provenait de l'élevage. 
En 2012, la Norvège a produit 1,2 million de tonnes de saumons d'élevage. Le pays réalise ainsi 60 % de la production mondiale de saumon d'élevage. Du diflubenzuron (pesticide potentiellement cancérigène) est parfois utilisé dans les élevages ; mais par ailleurs le saumon d'élevage norvégien contient 30 % moins de dioxines et 50 % moins de mercure en 2014 qu'en 2008, d'après un comité scientifique norvégien, et en raison d'un passage à une alimentation végétarienne[réf. souhaitée].

#### Agriculture
La Norvège a produit en 2018 :
- 400 000 tonnes de orge ;
- 326 000 tonnes de pomme de terre ;
- 146 000 tonnes de avoine ;
- 123 000 tonnes de blé ;
- 43 000 tonnes de carotte ;
- 37 000 tonnes de laitue et chicorée ;
- 31 000 tonnes de chou.

En plus de petites productions d'autres produits agricoles .

#### Élevage
80 000 à 100 000 Samis forment le dernier peuple autochtone d’Europe et sont dispersés dans les zones septentrionales finlandaises, norvégiennes, suédoises et russes. 10 % d’entre eux sont encore éleveurs de rennes, et la plupart vivent en Norvège. En 2013, 231 éleveurs norvégiens ont reçu l’ordre du gouvernement norvégien de réduire leurs troupeaux. Le gouvernement de centre droit justifie sa décision par des arguments environnementaux : la surpopulation de rennes entraînerait petit à petit la destruction de la toundra. L'ONU a été saisi.

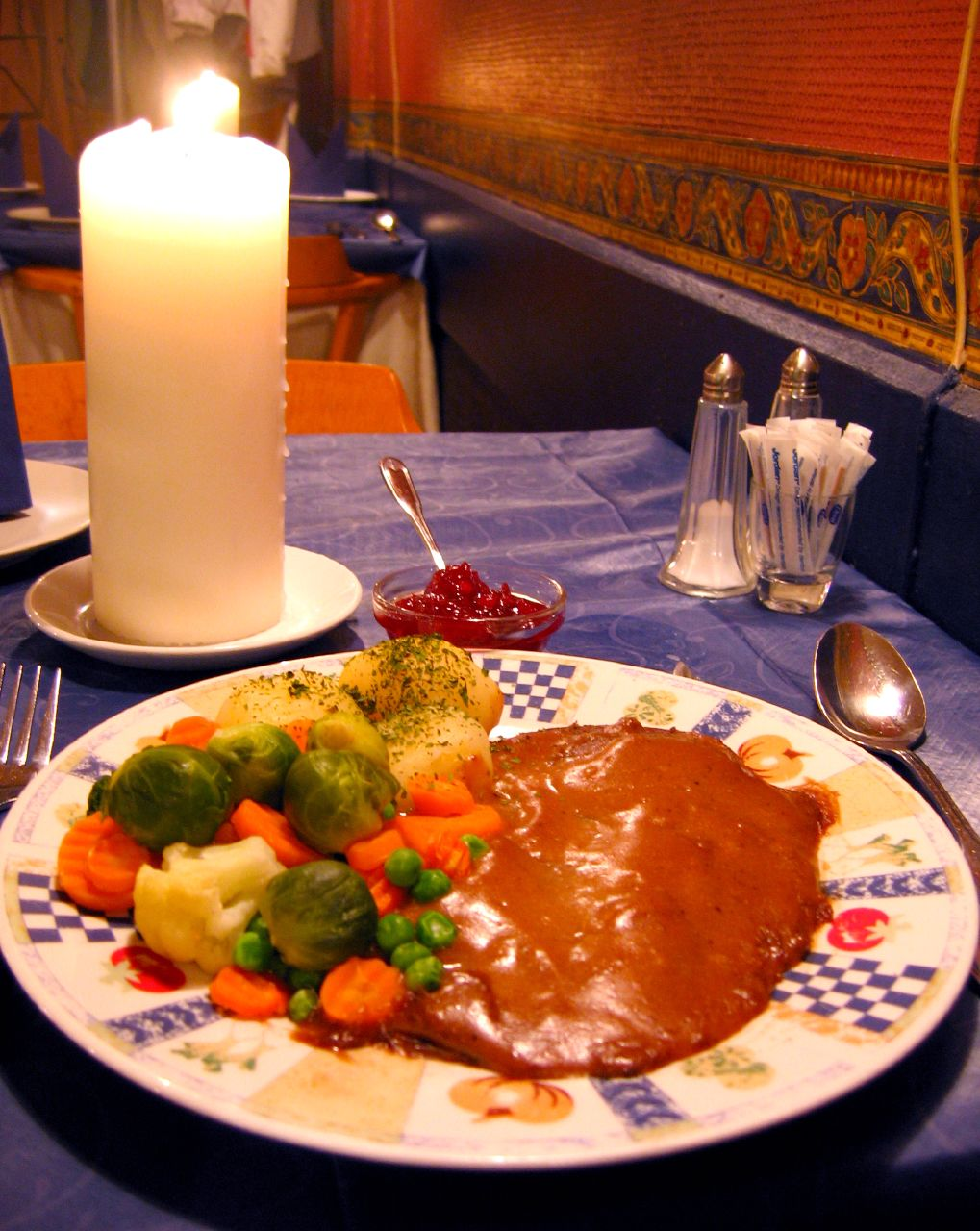
Reinsdyrsteik (rôti de renne).

La cuisine norvégienne traditionnelle met l'accent sur le gibier et le poisson.

#### Transports
La Norvège dispose d'un réseau routier de 93 870 km. 

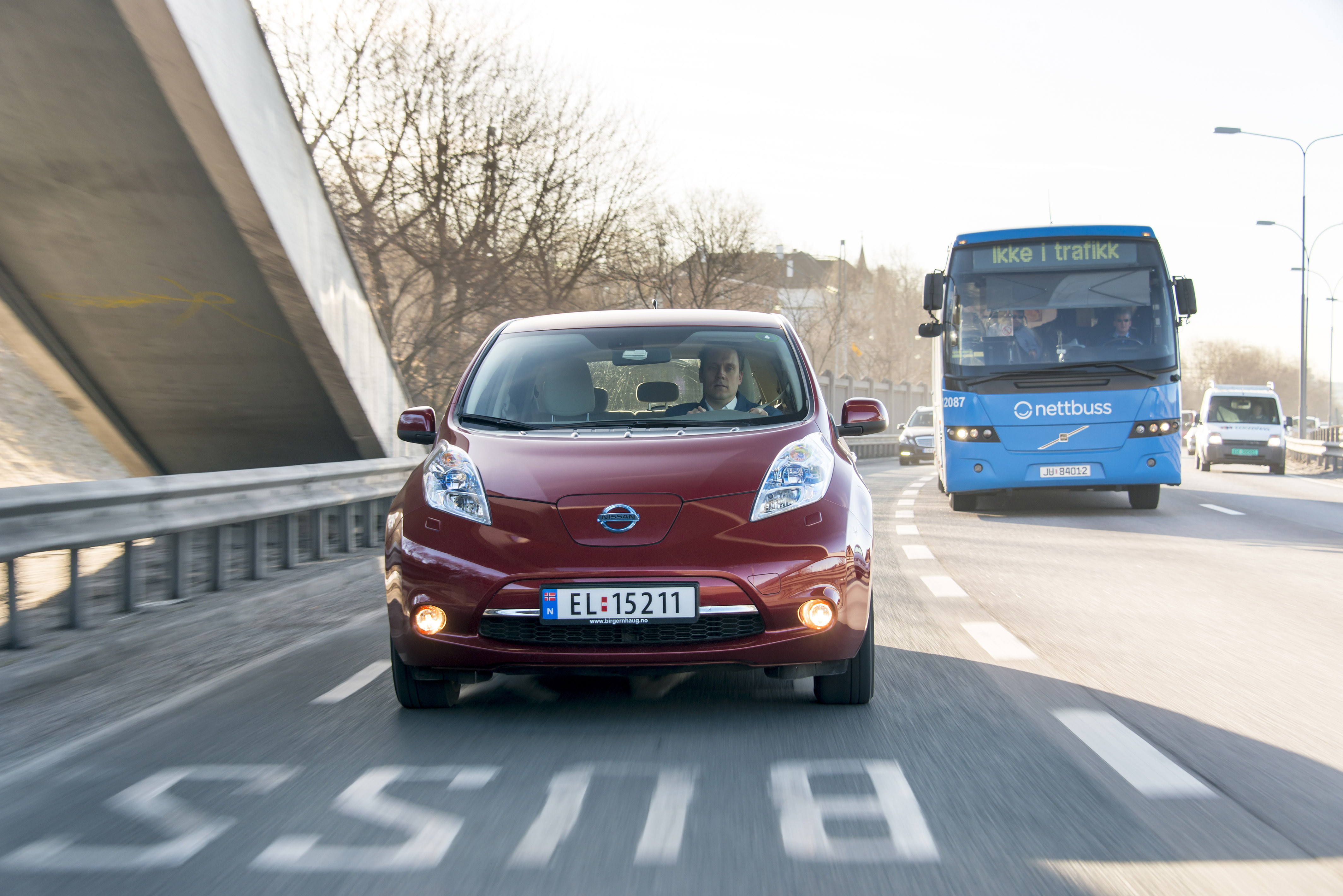
Voiture électrique dans un couloir de bus en Norvège.

En 2019, il y avait 2,8 millions d'automobiles particulières en Norvège, dont 261 000 électriques et 116 000 hybrides rechargeables. Le taux d'équipement était de 515 pour 1000 habitants. En comparaison, il y avait 2,66 millions de voitures, dont 97 000 électriques et un taux d'équipement de 506 pour 1000 habitants en 2016. 

### Pression sur les ressources

#### Ressource en eau
Le gaspillage d'eau est important, l'eau étant souvent considérée comme une denrée inépuisable. 

#### Énergie

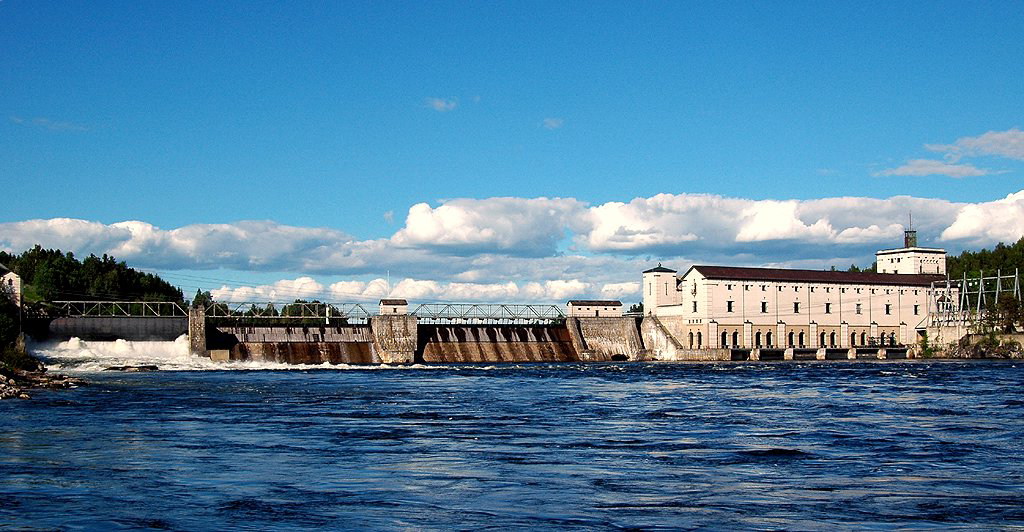
La centrale de Rånåsfoss (98 MW) sur le fleuve Glomma.

La Norvège compte 1 166 centrales hydroélectriques, qui produisent entre 98 et 99 % de l'énergie électrique du pays.
La construction d’un parc éolien sur des terres d’élevage de rennes continue en 2018, malgré une demande du Comité de l’ONU pour l’élimination de la discrimination raciale de suspendre le projet afin d’examiner son impact sur les populations autochtones.
Si la part de la consommation finale d’énergie provenant de sources vertes y est supérieure à la moyenne européenne (48 % en Norvège), la Norvège est également le plus gros producteur d’hydrocarbures d’Europe de l’Ouest, étant ainsi un des pays les plus polluants lorsque la pollution exportée est prise en compte.

#### Pression sur les ressources non renouvelables
Le pétrole est la première source de richesse du pays, et la pression sur les ressources non renouvelables est importante. La Norvège est le plus gros producteur d’hydrocarbures d’Europe de l’Ouest.
En 2018, la Norvège continue à donner des permis d’exploitation de gaz et de pétrole dans l’Arctique. Le gouvernement autorise en février 2019 un gros projet de mine de cuivre en Arctique qui portera fortement atteinte à la biodiversité locale.

### Pollutions

#### Les émissions de gaz à effet de serre (GES)
Si la part de la consommation finale d’énergie provenant de sources vertes y est supérieure à la moyenne européenne (48 % en Norvège), la Norvège est également le plus gros producteur d’hydrocarbures d’Europe de l’Ouest, étant ainsi un des pays les plus émetteurs en GES lorsque la pollution exportée est prise en compte.

#### La pollution de l'air
Si la part de la consommation finale d’énergie provenant de sources vertes y est supérieure à la moyenne européenne (48 % en Norvège), la Norvège est également le plus gros producteur d’hydrocarbures d’Europe de l’Ouest, étant ainsi un des pays les plus polluants lorsque la pollution exportée est prise en compte.

#### La gestion des déchets
La Norvège génère plus de 10 millions de tonnes de déchets par an, dont deux millions de tonnes d’ordures domestiques. Le recyclage et la récupération de matériaux sont bien développés. Les déchets sont également valorisés via des incinérateurs sous forme de chaleur. Mais la Norvège manque d’ordures pour alimenter ses incinérateurs. Le troisième exportateur mondial de pétrole et de gaz est devenu importateur de déchets.
La production de déchets électroniques est importante. La Norvège est la première productrice de déchets électroniques par habitant avec 26 kg en 2019.

#### Impacts de l'urbanisation

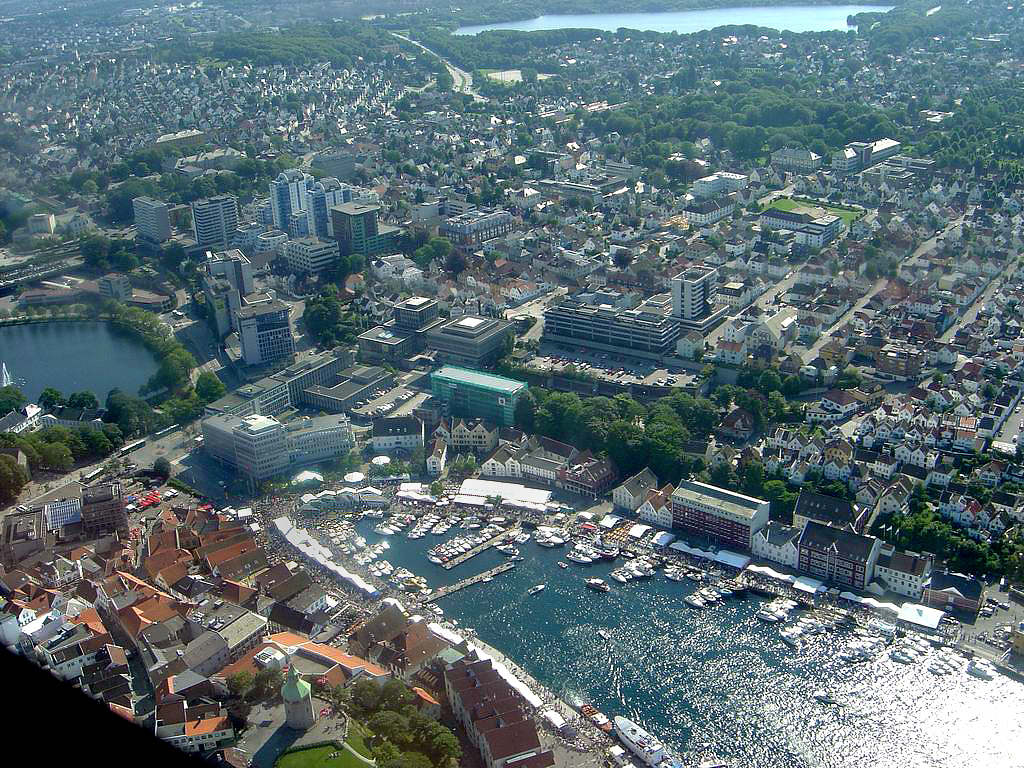
L'aire urbaine de Stavanger-Sandnes.

La densité globale est faible (14 habitants par km²), la population étant en majorité regroupée dans des villes situées notamment dans la partie sud du pays.

## L'exposition aux risques
La Norvège est exposée à de multiples aléas naturels : inondations, tempêtes, incendies, glissements de terrain...

## Politique environnementale en Norvège
Les premières voix en faveur d'une protection des milieux naturels se firent entendre en 1904 par Yngvar Nielsen, contremaître à la Fédération norvégienne des clubs alpins et de montagne (Den Norske Turistforening ou DNT).

### Accords internationaux et politique nationale
À la suite de la conférence de Paris de 2015 sur le climat (COP 21), la Norvège a adopté en juin 2016 une résolution avançant de vingt ans (de 2050 à 2030) le principe de neutralité carbone. Elle a également décidé d'une politique de zéro déforestation dans le monde (pour les marchés publics par exemple)[réf. souhaitée].
En mars 2019, le gouvernement norvégien a annoncé que le plus gros fonds souverain au monde, celui de la Norvège, lui-même alimenté par des pétrodollars, va se désengager des compagnies pétrolières afin de réduire l’exposition économique du pays scandinave à l’or noir. Si cette proposition est dictée par des considérations financières et non environnementales, le désengagement de cet investisseur important est un signal contre les énergies fossiles polluantes.

### Pêche durable
La Norvège a signé la loi sur la mer de la convention des Nations unies et le plan d’application du sommet de Johannesburg de 2002[réf. souhaitée].

### Conservation de la biodiversité
Le gouvernement norvégien a fait construire une « chambre forte mondiale des semences », où sont stockées plus de 800 000 variétés différentes d'espèces végétales soit plus de 541 millions de graines.

### Villes durables
Les pouvoirs publics locaux ont décidé de faire d'Oslo une ville sans voiture d'ici 2019. La capitale norvégienne, dirigée depuis 2015 par la gauche et les Verts, s’est de plus fixée pour objectif de diminuer de 95 % ses émissions de gaz à effet de serre d’ici à 2030.
Du fait de sa politique fiscale, la Norvège a l'un des taux les plus élevés d'électrification de son parc automobile, et Oslo est reconnue comme la capitale des véhicules électriques, avec une politique fiscale incitative,.
En mars 2019, le bâtiment en bois le plus haut du monde (18 étages, 85,4 mètres) est achevé à Brumunddal.

### Évaluation environnementale globale
En 2015, l'organisation Global Footprint Network (GFN) indique que la Norvège est un des 57 pays (sur 181) préservant ses ressources (réserve en biocapacité positive), notamment grâce à sa capacité forestière qui compense largement son empreinte carbone. La biocapacité s'élève à environ 8,4 gha (hectare global par habitant), l'empreinte écologique à 4,77 gha. Seule l'empreinte agricole est supérieure à la capacité agricole.
En 2014, La Norvège est classée 2e pays le plus performant en matière d'économie verte.
Le jour du dépassement (date de l’année, calculée par l'ONG américaine Global Footprint Network, à partir de laquelle l’humanité est supposée avoir consommé l’ensemble des ressources que la planète est capable de régénérer en un an) du pays est le 18 avril. La Norvège est l'un des pays dont la consommation dépasse le plus les capacités de la planète.